# Rosenblattichthys hubbsi
Rosenblattichthys hubbsi är en fiskart som beskrevs av Johnson, 1974. Rosenblattichthys hubbsi ingår i släktet Rosenblattichthys och familjen Scopelarchidae. Inga underarter finns listade i Catalogue of Life.